# Saint-Genès-de-Blaye
Saint-Genès-de-Blaye is een gemeente in het Franse departement Gironde (regio Nouvelle-Aquitaine) en telt 396 inwoners (1999). De plaats maakt deel uit van het arrondissement Blaye.

## Geografie
De oppervlakte van Saint-Genès-de-Blaye bedraagt 7,4 km², de bevolkingsdichtheid is 53,5 inwoners per km².
De gemeente ligt op de rechteroever van het estuarium van de Gironde. Het Île Nouvelle in de Gironde maakt deels deel uit van de gemeente Saint-Genès-de-Blaye en deels van buurgemeente Blaye. Dit riviereiland heeft een oppervlakte van 265 ha. Het eiland is ontstaan door het samenkomen van het noordelijke Île Bouchaud met het Île Sans Pain in het zuiden.
De onderstaande kaart toont de ligging van Saint-Genès-de-Blaye met de belangrijkste infrastructuur en aangrenzende gemeenten.

## Demografie
Onderstaande figuur toont het verloop van het inwonertal (bron: INSEE-tellingen).